# FC Dartford
Der Dartford Football Club ist ein englischer Fußballverein aus Dartford.

## Geschichte
Der FC Dartford wurde 1888 von Mitgliedern des lokalen Working men’s club gegründet. Zunächst trat er nur zu Freundschaftsspielen und Pokalwettbewerben wie dem FA Cup an, ehe er 1894 Gründungsmitglied der Southern Football League war. In den folgenden Jahren wechselte er zwischen der Southern Football League und der Kent League. Ab 1927 trat sie in der Southern Football League an, wo 1931 und 1932 jeweils der Titel gewonnen wurde. Nach einem erneuten Titelgewinn 1974 unter Trainer Ernie Morgan, der die Mannschaft im selben Jahr ins gegen den FC Morecambe verlorene Endspiel der FA Trophy geführt hatte, bewarb sich der Klub erfolglos um die Aufnahme in die Football League. Nachdem der Klub sich bei der Gründung der Alliance Premier League nicht für diese hatte qualifizieren können, gelang 1981 als Meister der Southern Football League der Aufstieg. Dem direkten Wiederabstieg folgte 1984 der erneute Aufstieg und die Mannschaft spielte zwei Spielzeiten in der Liga. Anschließend übernahm Peter Taylor als Spielertrainer die Geschicke, trotz Topplatzierungen gelang jedoch nicht der erneute Wiederaufstieg.
In Folge des Taylor Reports musste der FC Dartford sein Stadion Watling Street Anfang der 1990er Jahre modernisieren und teilte sich dieses fortan mit Maidstone United, um mit den Mieteinnahmen des Football-League-Klubs den Ausbau zu finanzieren. Als der Mieter jedoch 1992 pleiteging, geriet der FC Dartford in finanzielle Schieflage und zog sich während der laufenden Spielzeit aus der Southern Football League zurück. In der Folge musste der FC Dartford das Stadion zur Begleichung seiner Schulden veräußern und nutzte fortan als Mieter verschiedene Spielstätten anderen Klubs. 1996 gelang zum hundertjährigen Jubiläum der Teilnahme am Ligaspielbetrieb der Wiederaufstieg in die Southern Football League. 
Seit dem Herbst 2006 spielt der FC Dartford wieder in Dartford, als der neu erbaute Princes Park eröffnet wurde. Parallel stieg die Mannschaft im Zuge einer Reform des Non-League Football in die Isthmian League ab, wo er bis zum Aufstieg in die National League South 2010 vier Jahre lang antrat. Als Play-off-Sieger gelang 2012 der Aufstieg in die National League. Nachdem sie Mannschaft im Sommer 2014 zwar sportlich abgestiegen war, jedoch noch vom Ausschluss von Salisbury City profitiert hatte, stand im folgenden Jahr der erneute Abstieg an. 2023 wurde die Mannschaft in der National League South Vizemeister hinter Ebbsfleet United, den Wiederaufstieg verpasste sie in den Play-off-Spielen nach einer Niederlage gegen St Albans City nach Elfmeterschießen. Ein Jahr später stieg das Team in die Isthmian League ab.